# Unió de Transsilvània amb Romania
La unió de Transsilvània amb Romania va implicar la unió del Principat de Transsilvània al Regne de Romania i la consegüent separació de l'imperi austrohongarès en acabar la Primera Guerra Mundial. Fou declarada l'1 de desembre de 1918 (18 de novembre segons el calendari julià, que encara es regia a Romania) per l'assemblea dels delegats romanesos que van congregar-se al municipi d'Alba Iulia.
Hongria renuncià formalment al territori en el Tractat del Trianon.
Actualment se celebra aquest esdeveniment com a diada nacional amb el nom de Dia de la Unificació, o de la Gran Unió (Ziua Marii Uniri en romanès), instaurat després de la Revolució Romanesa de 1989.